# 이슬람 미술
이슬람 미술은 이슬람 문화권의 미술을 말한다.

## 건축
이슬람 건축은 초창기부터 현대에 이르기까지, 이슬람 사람들에 의해 만들어진 건축 양식이다. 건축 자재 및 건축 기술이 다양하지만 일정한 통합적인 원리를 가지고 있으며 또한 고대 건축의 특징을 서양 건축보다 현저하게 계승하고있다. 이슬람 문화의 영역에서는 모스크, 미나레트, 미흐라브, 무카르나스 등의 시설이 채택되었기 때문에 건축의 디자인과 구성은 지역성을 넘어 큰 영향을 받았다. 또한 이슬람에서는 우상 숭배가 금지되어 있었기 때문에 기하학 무늬와 문자 장식이 발전하였다.
이슬람 건축은 이슬람이 설립된 시기로부터 현재에 이르는 동안 넓은 범위의 세속적인 건축과 종교적인 건축 양식을 포용했고, 이슬람 문화의 영향 아래에 있는 건물과 구조물의 설계와 건설에 영향을 미쳤다. 이슬람 건축의 독특한 건물에는 모스크, 무덤, 궁전, 요새 등이 있으며, 이 밖에도 독특한 지역적 건축의 설계적 양식을 적용해왔다.
이슬람의 광범위하고 기나긴 역사는 아바스, 페르시아, 무어, 티무르, 오스만, 파티마, 맘룩, 무굴, 인도-이슬람, 중국-이슬람, 아프리카-이슬람 건축을 포함하는 많은 지역적인 건축 양식을 태동시켰다. 주목할만한 이슬람 건축 양식은 초기 아바스 건물, T타입의 모스크, 아나톨리아의 중앙에 돔이 있는 모스크를 포함한다. 또한, 이슬람 건축에서는 인간과 동물 등의 그 어떤 살아있는 것들의 그림도 찾아볼 수 없다.

## 같이 보기
- 이슬람 문화